# Pincehely, Tolna
Pincehely  este un sat în districtul Tamás, județul Tolna, Ungaria, având o populație de 2.374 de locuitori (2011). 

## Demografie
Componența etnică a satului Pincehely
     Maghiari (94,85%)
     Romi (3,28%)
     Germani (1,72%)
     Necunoscut (0,15%)
     Alții (0,15%)
Componența confesională a satului Pincehely
     Romano-catolici (56,28%)
     Fără religie (8,42%)
     Reformați (4,3%)
     Luterani (2,15%)
     Necunoscută (28,35%)
     Atei (0,51%)
Conform recensământului din 2011, satul Pincehely avea 2.374 de locuitori. Din punct de vedere etnic, majoritatea locuitorilor (94,85%) erau maghiari, existând și minorități de romi (3,28%) și germani (1,72%). Apartenența etnică nu este cunoscută în cazul a 0,15% din locuitori.  Din punct de vedere confesional, majoritatea locuitorilor (56,28%) erau romano-catolici, existând și minorități de persoane fără religie (8,42%), reformați (4,3%) și luterani (2,15%). Pentru 28,35% din locuitori nu este cunoscută apartenența confesională.